# Guardia Nacional Bolivariana
La Guardia Nacional Bolivariana (GNB) es uno de los cinco componentes que conforman la Fuerza Armada Nacional Bolivariana (FANB). Se encarga de la guardería ambiental, la seguridad rural, seguridad vial, y seguridad de la ciudadanía de Venezuela.
El actual comandante general del componente es el mayor general Elio Ramón Estrada Paredes. Aparte, los oficiales de comando, tropa y técnicos a la Armada Bolivariana egresan de las diferentes academias de la Universidad Militar Bolivariana de Venezuela (UMBV). Mientras que los oficiales asimilados, los sargentos (tropa profesional) y tropa alistada, de las escuelas de formación.
Actualmente la Guardia Nacional Bolivariana ha sido señalada por organismos internacionales por violaciones sistemáticas a los derechos humanos en el país, incluyendo durante las protestas en Venezuela de 2017.

## Historia
Fundada el 4 de agosto de 1937 por el presidente Eleazar López Contreras, la Guardia Nacional Bolivariana o Fuerza Armada de Cooperación (nombre inicial) surge debido a la necesidad de los gobernantes de mantener la integridad y seguridad de la población y el territorio, así como para resguardar las instituciones del Estado. El inicio de la institución se remonta al 10 de marzo de 1810, cuando la Junta Suprema de Caracas recomienda crear un cuerpo armado para la salva y custodia del Congreso, configurándose el mismo el 9 de marzo de 1811, al crearse una Compañía denominada Guardia Nacional. En julio de ese mismo año se le atribuye además un Servicio Rural para proteger a los propietarios de tierras y evitar robos y crímenes.
Con motivo de la desaparición de la Primera República, la Guardia Nacional es olvidada por carencia de recursos, y en 1820 vuelve a resurgir en el panorama Independentista con el triunfo de las Armas en Carabobo. Los años pasan, la Gran Colombia que soñó Bolívar se disuelve, las guerras fratricidas convulsionan al País y con ellas, en 1839, desaparece esta primera Guardia Nacional. La institución resurge nuevamente bajo el mandato del general José Antonio Páez en 1841, denominándose la Guardia Nacional de Policía y cuya función era la Seguridad y el Orden, especialmente del medio rural, además la misma tenía unas funciones adicionales como evitar crímenes, la protección de la vida de las personas y de sus bienes, y la vigilancia y custodia de los presos. Debido a la carencia de recursos económicos para su mantenimiento esta desaparece por medio de la derogación de la Ley que la creó en el año 1847.
A partir del año 1925, el país se recupera notablemente desde el punto de vista económico. Con la muerte del general Juan Vicente Gómez quien estuvo en la Presidencia de Venezuela durante 27 años; asume la presidencia el general Eleazar López Contreras quien se desempeñaba como Ministro de Guerra y Marina.
A pesar de que el general logró calmar y dominar los ánimos políticos del país, siguieron dándose hechos sociales provocados por los políticos antigomecistas, como manifestaciones y disturbios en las calles. Debido a este último hecho el presidente se reúne con los presidentes de los estados para plantear la necesidad de la creación de una policía rural, fuese a caballo, a pie o en vehículos; lo importante era mitigar el índice delictivo y garantizar la seguridad de las familias, las propiedades y la soberanía de la nación.
Después de innumerables reuniones, el presidente decide formar un Cuerpo de Policía Nacional, sin saber aún como estructurarlo, hasta que el poeta, escritor y diplomático Rufino Blanco Fombona le sugiere la creación de un cuerpo similar al de la Guardia Civil española. Después de conversaciones con el gobierno español para que asesorara a Venezuela en la constitución de este cuerpo, se establece la Escuela del Servicio Nacional de Seguridad el 17 de septiembre de 1936.
En esta escuela se comenzaron a formar los primeros 136 sujetos, en dos cursos; 100 alumnos para el Curso de Guardia Nacional, y 36 alumnos para el Curso de Investigación. Ese mismo año llega una comisión de la Guardia Civil española y elaboran la cartilla de la Guardia Nacional que es el llamado “catecismo” de los miembros de la institución. La Guardia Nacional adquiere operatividad en todo el territorio nacional después del decreto que le da forma legal a la institución, en el año 1937.
El 29 de septiembre de 1952, durante la presidencia de Marcos Pérez Jiménez, la Guardia Nacional perpetró la masacre de Turén como represalia a un levantamiento campesino, donde mataron a más de cien personas.
A partir de este momento la institución adquiere operatividad en todo el territorio nacional, haciendo efectivas las tareas que le fueron encomendadas, reafirmadas una vez más cuando se le dio a la Guardia Nacional Bolivariana un rango constitucional en 1999.

## Alto Mando de la GNB
El alto mando actual comenzó sus funciones en julio de 2023
El actual comandante general del componente de la Guardia Nacional Bolivariana es el mayor general Elio Ramón Estrada Paredes.
| COMANDANTE GENERAL                              |
| ----------------------------------------------- |
| M/G Elio Ramón Estrada Paredes                  |
| SEGUNDO COMANDANTE Y JEFE DEL ESTADO MAYOR      |
| G/D Alfredo José González Viña                  |
| INSPECTOR GENERAL                               |
| G/D Alexis Jesús Moya Marcella                  |
| DIRECTOR DE ORDEN INTERNO                       |
| G/D José Alfredo Rivera Bastardo                |
| DIRECTOR DE PERSONAL                            |
| G/D Lesley Edgardo Reyes Chirinos               |
| DIRECTOR DE LOGÍSTICA                           |
| G/D Alberto Alexander Matheus Melendez          |
| DIRECTOR DE EDUCACIÓN                           |
| G/D Juan Alberto Ramos Farias                   |
| PRESIDENTE DE LA JUNTA PERMANENTE DE EVALUACIÓN |
| G/D Alberto Fermín Ulisse                       |

Otras direcciones de la Comandancia General:
| CAJA DE AHORRO DE LA GNB               |
| -------------------------------------- |
| G/D Juan Alberto Ramos Farias          |
| POLICLINICA GNB                        |
| G/B Ernesto Gerardo Cárdenas Gutiérrez |
| CLUB SOCIAL GNB                        |
| G/B Hubert Emilio Cortez Garrido       |
| TECNOLOGÍA Y COMUNICACIONES            |
| G/D Sadner Miguel Guzmán Silva         |
| PLANIFICACIÓN ESTRATÉGICA              |
| G/D Miguel Leobaldo Matute Maestre     |
| DIRECTOR DE ARMAMENTO                  |
| G/B Mendoza Rodríguez Orlando Ramón    |
| ECOSOSIALISMO                          |
| G/D José Rigoberto Betancourt Moya     |
| CUARTEL GENERAL                        |
| G/B Pérez Mujica Oscar Vicente         |

## Miembros de la GNB

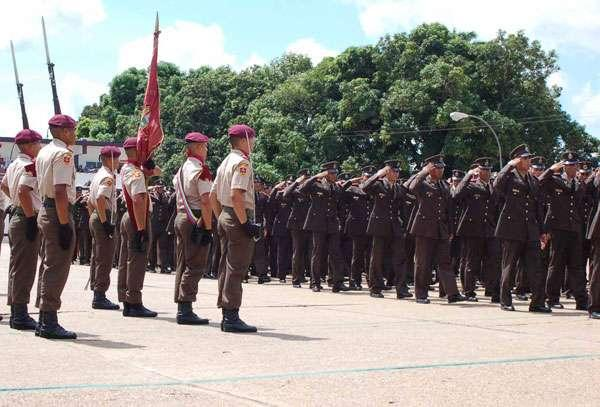
Graduación de sargentos (tropa profesional) de la Guardia Nacional Bolivariana.

La Guardia Nacional Bolivariana tiene oficiales de comando, de tropa, técnicos y médicos cirujanos militares que egresan de las diferentes academias, como la Academia Militar de la Guardia Nacional Bolivariana, Academia Militar de Oficiales de Tropa C/J Hugo Rafael Chávez Frías, Academia Técnica Militar Bolivariana y Academia Militar de Medicina de la Universidad Militar Bolivariana de Venezuela. Mientras que los oficiales asimilados, los sargentos (tropa profesional) y tropa alistada, de las escuelas de formación.

## Grandes Unidades de la GNB
La Guardia Nacional Bolivariana posee aparte de sus Comandos de Zonas, otras unidades de mayor amplitud a nivel nacional y estas son:

### Guardia del Pueblo
Este comando posee destacamentos de seguridad distribuidos en los 23 estados y el Distrito Capital, que ostenta la categoría de Regimiento, teniendo su sede principal en Maripérez, Caracas. El Regimiento Capital tiene tres destacamentos.

### Comando Nacional Antiextorsión y Secuestro (CONAS)
Fue creado por decreto en Gaceta Oficial n.º 40.140, de fecha 4 de abril de 2013, quedando adscrito al Segundo Comando y Jefatura de Estado Mayor de la Guardia Nacional. Posee en su estructura organizacional, 24 Grupos Antiextorsión y Secuestro (GAES) distribuidos en todos los estados y el Distrito Capital del país.

### Comando de Vigilancia Costera
Este comando naval fue creado el 16 de febrero de 1981 por resolución n.º EM-JPL-DD-951 del antiguo Comando de las Fuerzas Armadas de Cooperación. 
En su despliegue operativo posee 9 Destacamentos de Vigilancia Costera, 5 Destacamentos de Vigilancia Fluvial y 1 Destacamento de Vigilancia Lacustre repartidos en todo el territorio nacional, además cuenta con un Centro de Mantenimiento Naval (CEMANGUARNAC) y una Escuela de Capacitación Naval (CANAGUARNAC). Los destacamentos antes mencionados son:
- Destacamento de Vigilancia Costera n.º 11 (Maracaibo, Zulia)
- Destacamento de Vigilancia Lacustre n.º 23 (La Ceiba, Trujillo)
- Destacamento de Vigilancia Costera n.º 13 (Amuay, Falcón)
- Destacamento de Vigilancia Costera n.º 41 (Puerto Cabello, Carabobo)
- Destacamento de Vigilancia Costera n.º 45 (La Guaira, Vargas)
- Destacamento de Vigilancia Costera n.º 52 (Guanta, Anzoátegui)
- Destacamento de Vigilancia Costera n.º 53 (Cumaná, Sucre)
- Destacamento de Vigilancia Costera n.º 54 (Barcelona y Puerto Píritu, Anzoátegui)
- Destacamento de Vigilancia Costera n.º 71 (Porlamar, Nueva Esparta)
- Destacamento de Vigilancia Costera Zona Atlántica n.° 55 (Güiria, Sucre)
- Destacamento de Vigilancia Fluvial n.º 35 (San Fernando, Apure)
- Destacamento de Vigilancia Fluvial n.º 61 (Tucupita, Delta Amacuro)
- Destacamento de Vigilancia Fluvial n.º 62 (Puerto Ordaz, Bolívar)
- Destacamento de Vigilancia Fluvial n.º 63 (Samariapo, Amazonas)
- Destacamento de Vigilancia Fluvial n.º 81 (Soledad, Anzoátegui. Faja Petrolífera del Orinoco)

### Comando Aéreo
- Destacamento de Apoyo Aéreo n.º 11 (Maracaibo, Estado Zulia)
- Destacamento de Apoyo Aéreo n.º 12 (Barquisimeto, Estado Lara)
- Destacamento de Apoyo Aéreo n.º 33 (Santa Bárbara de Barinas, Estado Barinas)
- Destacamento de Apoyo Aéreo n.º 35 (San Fernando de Apure, Estado Apure)
- Destacamento de Apoyo Aéreo n.º 41 (Valencia, Estado Carabobo)
- Destacamento de Apoyo Aéreo n.º 43 (La Carlota, Estado Miranda)
- Destacamento de Apoyo Aéreo n.º 61 (Tucupita, Estado Delta Amacuro)
- Destacamento de Apoyo Aéreo n.º 63 (Puerto Ayacucho, Estado Amazonas)
- Destacamento de Apoyo Aéreo n.º 71 (Porlamar, Estado Nueva Esparta)
- Destacamento de Apoyo Aéreo n.º 81 Maturín (Maturín, Estado Monagas)
- Sección de Apoyo Aéreo Paramillo (San Cristóbal, Estado Táchira)
- Sección de Apoyo Aéreo Santa Bárbara del Zulia (Santa Bárbara del Zulia, Estado Zulia)

## Comandantes de las Grandes Unidades
Los comandantes de las grandes unidades de la Guardia Nacional Bolivariana tomaron posesión de su cargo el 6 de agosto de 2021.
| GUARDIA DEL PUEBLO           | GUARDIA DEL PUEBLO                     |
| ---------------------------- | -------------------------------------- |
| COMANDANTE NACIONAL          | G/D Nayade Solovenly Lockiby Belmontes |
| SEGUNDO COMANDANTE           |                                        |
|                              |                                        |
| CONAS                        |                                        |
| COMANDANTE NACIONAL          | G/D Dennis Ferrer Sandrea              |
| SEGUNDO COMANDANTE           |                                        |
|                              |                                        |
| VIGILANCIA COSTERA           |                                        |
| COMANDANTE NACIONAL          | G/D Jesús Ramón Fernández Alayón       |
| SEGUNDO COMANDANTE           |                                        |
|                              |                                        |
| COMANDO AEREO                |                                        |
| COMANDANTE NACIONAL          | G/D Rafael Antonio Parucho González    |
| SEGUNDO COMANDANTE           |                                        |
|                              |                                        |
| COMANDO ANTIDROGAS           |                                        |
| COMANDANTE NACIONAL          | G/D Jonás Gerardo Páez Cabrera         |
| SEGUNDO COMANDANTE           |                                        |
|                              |                                        |
| CUERPO DE INGENIEROS         |                                        |
| COMANDANTE NACIONAL          | G/D Evelio Antonio Fernández           |
| SEGUNDO COMANDANTE           | Cnel Briceño Piñango Mabuel Antonio    |
| LABORATORIO CRIMINALÍSTICO   |                                        |
| COMANDANTE NACIONAL          | G/D Frank Ernesto Pérez González       |
| SEGUNDO COMANDANTE           |                                        |
| GRUPO DE ACCIONES DE COMANDO |                                        |
| COMANDANTE NACIONAL          | G/B Francisco Luis Moreno              |
| SEGUNDO COMANDANTE           | Cnel Roberto Gil Hugas                 |

## Comandos de Zonas
De acuerdo con la Gaceta Oficial n.º 40.470, de fecha 7 de agosto de 2014, la Guardia Nacional Bolivariana inicia una Modificación enmarcada en la nueva visión de defensa integral del país, organizando todos los componentes para la mejor concepción militar en protección de la Nación. Dicha Modificación reemplaza los nueve Comandos Regionales (CORE) por los 24 nuevos Comandos de Zonas (CZ), estos comandos regionales dan paso a la presencia de Jefes Zonales. En cada uno de los estados y en el Distrito Capital, se encontrará un General de División o General de Brigada quien será jefe del Comando de Zona de la Guardia Nacional Bolivariana (CZGNB), es decir, de todas las unidades militares del componente, acantonadas en ese estado. Estos Comandos de Zona se activaron oficialmente el 24 de septiembre de 2014 mediante Gaceta Oficial n.º 40.504.
Comando de Zona Especial n.º 81
Este comando se creó y activó por medio de la Gaceta Oficial n.º 40980, de fecha 2 de septiembre de 2016, con sede en San Tomé, estado Estado Anzoátegui, dicho Comando se encarga de custodiar la recién creada Unidad Especial de Seguridad y Protección de la Faja Petrolífera del Orinoco junto a las nuevas unidades de la Fuerza Armada Nacional; la 33.º Brigada Caribe (Ejército), los Puestos Navales Mapire y Barrancas del Orinoco (Armada) y el Grupo Aéreo de Operaciones Especiales n.º 21 (Aviación), las cuales serán creadas y activadas próximamente. Cabe destacar que este Comando fue el primero en activarse de las unidades que componen esta Unidad Especial.

## Comandantes de Zona[19]
Los comandantes de cada comando de zona fueron designados el 23 de agosto de 2022.
| REDI OCCIDENTAL         | REDI OCCIDENTAL                          | REDI OCCIDENTAL                          |
| ----------------------- | ---------------------------------------- | ---------------------------------------- |
| COMANDANTE DE REDI      | Almirante Alejandro Rafael Díaz Espinosa | Almirante Alejandro Rafael Díaz Espinosa |
|                         |                                          |                                          |
| COMANDO DE ZONA         | SEDE                                     | COMANDANTE                               |
| Comando de Zona n.º 11  | Maracaibo                                | G/B Francisco Luis Moreno                |
| Comando de Zona n.º 12  | Barquisimeto                             | G/B Freddy Roberto Algarra Espinoza      |
| Comando de Zona n.º 13  | La Vela de Coro                          | G/B Rafael Yastrenkin Betancourt Rivas   |
|                         |                                          |                                          |
| REDI LOS ANDES          |                                          |                                          |
| COMANDANTE DE REDI      | M/G Manuel Enrique Castillo Rengifo      | M/G Manuel Enrique Castillo Rengifo      |
|                         |                                          |                                          |
| COMANDO DE ZONA         | SEDE                                     | COMANDANTE                               |
| Comando de Zona n.º 21  | San Cristóbal                            | G/B Miguel Andrés Chacin Socorro         |
| Comando de Zona n.º 22  | Mérida                                   | G/B Pedro Luis Pérez Silen               |
| Comando de Zona n.º 23  | Valera                                   | G/B Luis Guillermo Marín Meléndez        |
|                         |                                          |                                          |
| REDI LOS LLANOS         |                                          |                                          |
| COMANDANTE DE REDI      | M/G Lenin Lorenzo Ramírez Villasmil      | M/G Lenin Lorenzo Ramírez Villasmil      |
|                         |                                          |                                          |
| COMANDO DE ZONA         | SEDE                                     | COMANDANTE                               |
| Comando de Zona n.º 31  | Guanare                                  | G/B Javier Alfonso García Meléndez       |
| Comando de Zona n.º 32  | San Carlos                               | G/B Bruno Alejandro Hernaiz Gerig        |
| Comando de Zona n.º 33  | Barinas                                  | G/B Roberto Alexander Gil Ugas           |
| Comando de Zona n.º 34  | San Juan                                 | G/B Eduardo José González Correa         |
| Comando de Zona n.º 35  | San Fernando                             | G/B Rafael Darío Alfonzo Navas           |
|                         |                                          |                                          |
| REDI CENTRAL            |                                          |                                          |
| COMANDANTE DE REDI      | M/G Orlando Ramón Romero Bolívar         | M/G Orlando Ramón Romero Bolívar         |
|                         |                                          |                                          |
| COMANDO DE ZONA         | SEDE                                     | COMANDANTE                               |
| Comando de Zona n.º 40  | San Felipe                               | G/B Gustavo Alejandro León Niño          |
| Comando de Zona n.º 41  | Valencia                                 | G/B Ediam Lagonell Hernández             |
| Comando de Zona n.º 42  | Maracay                                  | G/B Rufo Daniel Parra Hernández          |
|                         |                                          |                                          |
| REDI CAPITAL            |                                          |                                          |
| COMANDANTE DE REDI      | M/G Johan Alexander Hernández Larez      | M/G Johan Alexander Hernández Larez      |
|                         |                                          |                                          |
| COMANDO DE ZONA         | SEDE                                     | COMANDANTE                               |
| Comando de Zona n.º 43  | Tazón                                    | G/B José Yunior Herrera Duarte           |
| Comando de Zona n.º 44  | La Mariposa                              | G/B Elvis Rafael Durán Lobo              |
| Comando de Zona n.º 45  | Puerto de la Guaira                      | G/B Antonio Ramón Casadiego Pineda       |
|                         |                                          |                                          |
| REDI ORIENTAL           |                                          |                                          |
| COMANDANTE DE REDI      | M/G Juan Ernesto Sulbarán Quintero       | M/G Juan Ernesto Sulbarán Quintero       |
|                         |                                          |                                          |
| COMANDO DE ZONA         | SEDE                                     | COMANDANTE                               |
| Comando de Zona n.º 51  | Maturín                                  | G/B Richard José Rondón Liendo           |
| Comando de Zona n.º 52  | Puerto la Cruz                           | G/B Ramón Cruells Martínez               |
| Comando de Zona n.º 53  | Cumaná                                   | G/B Ciro José Fonseca Alvarado           |
|                         |                                          |                                          |
| REDI GUAYANA            |                                          |                                          |
| COMANDANTE DE REDI      | M/G Rafael David Prieto Martínez         | M/G Rafael David Prieto Martínez         |
|                         |                                          |                                          |
| COMANDO DE ZONA         | SEDE                                     | COMANDANTE                               |
| Comando de Zona n.º 61  | Tucupita                                 | G/B Orlando José López Romero            |
| Comando de Zona n.º 62  | Ciudad Bolívar                           | G/B Rafael José Hernández Aguirre        |
| Comando de Zona n.º 63  | Pto Ayacucho                             | G/B Rafael Simón García Fernández        |
|                         |                                          |                                          |
| REDI MARÍTIMA E INSULAR |                                          |                                          |
| COMANDANTE DE REDI      | Almirante Ashraf Suleiman Gutiérrez      | Almirante Ashraf Suleiman Gutiérrez      |
|                         |                                          |                                          |
| COMANDO DE ZONA         | SEDE                                     | COMANDANTE                               |
| Comando de Zona n.º 71  | Margarita                                | G/B Juan Leonardo Yusti Pérez            |

## Rangos

### Tropa Alistada
| Tropas alistadas           | Tropas alistadas       | Tropas alistadas | Tropas alistadas | Tropas alistadas |
| Rango                      | Guardia Raso           | Distinguido      | Cabo Segundo     | Cabo Primero     |
| Abreviación                | S                      | D                | C2               | C1               |
| -------------------------- | ---------------------- | ---------------- | ---------------- | ---------------- |
| Insignia y parche patriota | Sin Insignia ni parche |                  |                  |                  |

### Tropa Profesional
| Rango                                           | Sargento Supervisor | Sargento Ayudante | Sargento Mayor de primera | Sargento Mayor de segunda |
| Abreviación                                     | SS                  | SA                | SM1                       | SM2                       |
| ----------------------------------------------- | ------------------- | ----------------- | ------------------------- | ------------------------- |
| Parche patriota, capona intercuartel y hombrera |                     |                   |                           |                           |

| Rango                                           | Sargento Mayor de tercera | Sargento Primero | Sargento Segundo |
| Abreviación                                     | SM3                       | S/1              | S/2              |
| ----------------------------------------------- | ------------------------- | ---------------- | ---------------- |
| Parche patriota, capona intercuartel y hombrera |                           |                  |                  |

### Oficiales
| Escala                                          | Oficiales Generales | Oficiales Generales | Oficiales Generales | Oficiales Generales |
| Rango                                           | General en Jefe     | Mayor General       | General de División | General de Brigada  |
| Abreviación                                     | G/J                 | M/G                 | G/D                 | G/B                 |
| ----------------------------------------------- | ------------------- | ------------------- | ------------------- | ------------------- |
| Parche patriota, capona intercuartel y hombrera |                     |                     |                     |                     |

| Escala                                          | Oficiales superiores | Oficiales superiores | Oficiales superiores | Oficiales subalternos | Oficiales subalternos | Oficiales subalternos |
| Rango                                           | Coronel              | Teniente coronel     | Mayor                | Capitán               | Primer teniente       | Teniente              |
| Abreviación                                     | Cnel                 | TCnel                | May                  | Cap                   | Ptte                  | Tte                   |
| ----------------------------------------------- | -------------------- | -------------------- | -------------------- | --------------------- | --------------------- | --------------------- |
| Parche patriota, capona intercuartel y hombrera |                      |                      |                      |                       |                       |                       |

### Cadetes

#### Curso General
| Primer Año | Jineta      |
| ---------- | ----------- |
|            |             |
|            |             |
| Capona     | Distinguido |

| Segundo Año | Jineta      |
| ----------- | ----------- |
|             |             |
|             |             |
| Capona      | Distinguido |

| Tercer Año | Jineta    | Jineta            | Jineta           | Jineta          |
| ---------- | --------- | ----------------- | ---------------- | --------------- |
|            |           |                   |                  |                 |
|            |           |                   |                  |                 |
| Capona     | Brigadier | Segundo Brigadier | Primer Brigadier | Brigadier Mayor |

#### Curso Militar
| Cuarto Año | Botón   | Botón            | Botón         |
| ---------- | ------- | ---------------- | ------------- |
|            |         |                  |               |
|            |         |                  |               |
| Capona     | Alférez | Alférez Auxiliar | Alférez Mayor |

## Controversias

### Violaciones a los Derechos Humanos
La Guardia Nacional Bolivariana ha usado gas lacrimógeno y balas de perdigones contra manifestantes antigubernamentales durante las protestas venezolanas del 2014 y del 2017, durante las cuales murieron 9 miembros de la Guardia Nacional Bolivariana y más de 1000 manifestantes. Hay reportes alegando que la GNB venezolana ha trabajado con grupos paramilitares afectos al gobierno denominados 'colectivos' para dispersar a manifestantes. Algunos medios afirman la Guardia Nacional Bolivariana habría protegido a colectivos Tupamaro que estaban «armados con pistolas, motocicletas y disparando a manifestantes».
Según el Ministerio Público el uso extremo de la fuerza y el mal uso del equipo anti-motines por parte de la Guardia Nacional Bolivariana son responsables de la muerte de los manifestantes en las protestas, también es acusada de tener complicidad con los colectivos, al no actuar cuando estos atacan a los manifestantes. Incluso la Defensoría del Pueblo se ha pronunciado en contra de los excesos cometidos por los efectivos de la GNB en las manifestaciones opositoras.[cita requerida]
Human Rights Watch informa que "muchas víctimas y miembros de la familia con quienes hablamos dijeron que creían que podrían enfrentar represalias si denunciaban abusos por parte de la policía, guardias o grupos pro-gubernamentales armados". También informó que un hombre quien se iba de una protesta fue disparado con balas de goma, golpeado y luego disparado de nuevo en la ingle por los guardias. Otro hombre fue detenido, disparado repetidamente con balas de goma, golpeado con rifles y cascos por tres guardias nacionales mientras se le preguntaba "¿Quién es tu presidente?". NTN24 informó a un abogado que los funcionarios e individuos con «acento cubano» en Mérida forzaron a tres adolescentes detenidos a confesar crímenes que no cometieron y luego los adolescentes "se arrodillaron y se vieron obligados a levantar los brazos y luego dispararon a quema ropa en todo su cuerpo" durante una supuesta "práctica de tiro al blanco". En Valencia, manifestantes fueron dispersados por la GNB en El Trigál donde cuatro estudiantes, tres hombres y una mujer, fueron atacados dentro de un carro mientras trataban de abandonar el perímetro; los tres hombres fueron encarcelados y uno de ellos, Juan Manuel Carrasco, fue presuntamente violado por uno de los oficiales con un rifle.
El martes 18 de julio de 2017 se dio a conocer una misiva enviada por el Mayor General Sergio José Rivero Marcano, comandante general de la GNB, a todas las comandancias del componente militar en la que, empleando un lenguaje bélico y ofensivo, se da la orden explícita de reprimir cualquier foco de manifestación que se genere en contra del gobierno de Nicolás Maduro en el marco del plan opositor denominado Hora 0. A continuación el comunicado: 

Srs. Cmdte de unidades tácticas, una orden, clara, sencilla y fácil de cumplir, el jueves candelita que se prenda, candelita que se debe apagar, obtendremos una victoria; preparen su gente, organicen sus unidades y preparémonos para dar una repuesta contundente para el jueves, confiemos en nosotros que hoy amanecimos con la moral en alto contra la frustración y la mentira de los escuálidos y traidores de la patria que siendo generoso solo movieron 1500.000 personas, ayer, nuestro pueblo respondió en el Simulacro y confía en nosotros, lo que nos queda es afinar la puntería y dar el jueves un golpe duro a esas ratas escuálidas. Yo como su Comandante confío que haremos el mandado sin novedad. La Venezuela revolucionaria seguirá por siempre, Acusar Recibo.
Comunicado a las comandancias de la GNB enviado por Telegram

El 8 de agosto de 2017 el Alto Comisionado de las Naciones Unidas para los Derechos Humanos responsabilizó a las fuerzas de seguridad, incluyendo a la Guardia Nacional, y a los colectivos progubernamentales de ser responsables de la muerte de al menos 73 manifestantes durante las protestas de 2017.

### Acusaciones de narcotráfico
En 1993, el término Cártel de los Soles fue utilizado por primera vez cuando se investigaban denuncias de dos generales de la Guardia Nacional, que llevaban emblemas que parecían soles en sus uniformes, por delitos de narcotráfico. El término describe actualmente a miembros de alto rango de las fuerzas armadas venezolanas, incluyendo la Guardia Nacional Bolivariana, que están «presuntamente »involucradas en tráfico de drogas. Incluso los guardias nacionales de menor rango compiten por posiciones en los puestos de control fronterizos para que puedan recibir sobornos por "comercio ilícito", aunque una gran parte de los sobornos van a sus superiores. Los funcionarios de dicho cartel, trafican la droga de Colombia a Venezuela donde se envían a diferentes destinos internacionales. Se ha alegado que la Guardia Nacional habría trabajado conjuntamente con las FARC en el comercio de drogas.
En septiembre de 2013, un incidente supuestamente vinculado al Cartel del Soles y con la participación de hombres de la GNB colocó 31 maletas conteniendo 1,3 toneladas de cocaína en un vuelo de París sorprendió a las autoridades francesas, ya que fue la mayor incautación de cocaína jamás registrada en Francia continental. El 15 de febrero de 2014, un comandante de la Guardia Nacional Bolivariana fue detenido mientras conducía a Valencia con su familia y fue arrestado por poseer 554 kilos de cocaína en su vehículo.